# Gavin Rayna Russom
Gavin Rayna Russom (* 1. května 1974) je americký hudebník a skladatel.
Pochází z Providence ve státě Rhode Island a již od brzkého věku se zajímal o experimentování s drone hudbou, zpětnou vazbou a smyčkami. Zároveň působil v různých kapelách hrajících psychedelickou noise hudbu. V letech 1994 až 1996 studoval počítačovou hudbu, teorii, kompozici a improvizaci na Bard College. V roce 1997 se usadil v New Yorku a počínaje rokem 2004 žil v Berlíně. Do New Yorku se vrátil v roce 2010. Zde se stal členem skupiny LCD Soundsystem, s níž začal spolupracovat v době nahrávání alba This Is Happening (na albu samotném však nehrál). Již v minulosti však spolupracoval s vydavatelstvím DFA Records, jehož vlastníkem je vůdce této skupiny, James Murphy. Kapelu LCD Soundsystem, s níž nahrál desku American Dream (2017), opustil v roce 2021. Rovněž spolupracoval s experimentální kapelou Black Dice a působil v duu s hudebnicí Deliou Gonzalez. V červenci 2017 provedl veřejný coming out jako transgender osoba.